# Хајим С. Давичо
Хајим С. Давичо (Београд, 5. децембар 1854 – Женева, 7. март 1918), био је дипломатски, привредни и финансијски чиновник Србије. Писао је приповетке, путописе, новеле,  књижевне и позоришне критике и чланке, и био је добар преводилац. Једна улица у Београду носи назив по њему.  

## Биографија
Родио се у једној од чувених јеврејских породица. Школовање је започео у Београду, наставио у Шапцу. Завршио је јеврејску школу, српску основну школу и нижу гимназију. Матурирао у Вишој реалној гимназији у Београду, где се истицао по посебном интересовању за српски језик и књижевност. Дипломирао је на Правном одсеку Велике школе у Београду, 1876. године.
Није могао да се бави адвокатуром зато што је Јеврејима, у том периоду, било забрањено да полажу адвокатски испит. Запослио се као правни службеник у Министарству иностраних послова. После извесног времена премештен је за писара генералног конзулата, у Пешти, где се оженио супругом Лелом, која је вероватно била Ашкенаског порекла. По повратку у земљу, добио је звање начелника у Министарству спољних послова. Радио је и у Министарству привреде и Министарству финансија. Био је конзул у Трсту и Солуну, после чега је пензионисан. Хајим Давичо био је унук Давида бехора Хајим Давичо и  први из породице који је ушао у српску државну службу.  Хајим Давичо није први српски дипломата јеврејског порекла, али је први српски Јеврејин који је постао професионални дипломата. 
Крајем осамдесетих година постао је члан масонске ложе „Слога, Рад и Постојанство”. Преселио се у Минхен, 1901. године, где је био српски представник у Немачкој, и дописник „Трговинског гласника”. У периоду од 1902. до 1913. године слао је већи број извештаја, односно чланака о привредним, уметничким и културним приликама у Немачкој. До почетка рата био је шеф привредне агенције, а за време рата живео је у Швајцарској.  
Књижевним стваралаштвом почео је да се бави као гимназијалац. Хајим Давичо писао је о широком спектру тема, укључујући позоришне критике, транскрипцију београдских јеврејских народних прича и песама, тренутну политику, трговину и књижевност и преводио, углавном са шпанског. Давичови радови објављивани су у најважнијим српским часописима и периодици, било у Србији (Отаџбина, Видело, Трговински гласник), Јужној Мађарској (Бранково коло) или Босни (Босанска вила, Зора). Први књижевни рад објавио је 1881. године, у тада цењеном часопису „Отаџбина”, под називом „Слике из јеврејског живота на Јалији београдској”. Хајимов књижевни, а претпоставља се и политички ментор био је Стојан Новаковић, водећа фигура српског интелектуалног и политичког живота с краја 19. и почетка 20. века. Новаковић је био Давичов професор у лицеју (гимназија) и подстицао је Хајима да објављује прозне текстове. У часопису „Отаџбина” (1881-1891) објавио је приче Наум, Јалијске зимње ноћи, Луна, Веридба са таласима,  Перла и Јалијске пословице. Био је сарадник у „Новој искри” (1905), „Делу” (1905-1913), „Виделу” (1880-1884), „ Бранковом колу”, „Истоку”. Објавио је две књиге приповедака „Перла” (1891) и „Са Јалије” (1898). Овим књигама отворио је нову тематску област српске прозе – живот сефардских Јевреја на Јалији. Био је први јеврејски писац који је објављивао на српском језику. 
Био је међу оснивачима Српско књижевне-уметничке заједнице, првог стручног Удружења књижевника и уметника у Србији (1892). Поред њега чланови Удружења били су: Јанко Веселиновић, Милан Ђ. Милићевић, Миле Павловић, Вела Нигринова, Марко Мурат, Милка Гргурова, Чича Илија Станојевић, Стева Тодоровић, Петар Убавкић, Љубомир Недић, Лела Давичо и други.  
Хајим С. Давичо редовно је и надахнуто писао позоришну критику. Објавио је стотинак позоришних рецензија и критика, међу којима су запажене биле: Ернани или кастиљанска част, Виљем Тел, Мара Делормова, Отело, Федра, Нарцис, Максим Црнојевић, Племићка, Магбет, Једва нешто паметно, Роман сиромашног младића, Теруелски љубавници и друге. Давичов допринос у позоришној сфери огледао се у напретку Народног позоришта у Београду (1881-1893) у време када је био члан Књижевно-уметничког одбора. Неки његови преводи позоришних дела шпанских аутора били су дуго на репертоару: Маријана, Теруелски љубавници, Море без приморја, Богат мајдан, У долини. Преводио је и са немачког и италијанског језика. 
Преминуо је 7. марта 1918. године, у Женеви. Сахрањен је на јеврејском гробљу, у Београду. 